# NHK八戸支局

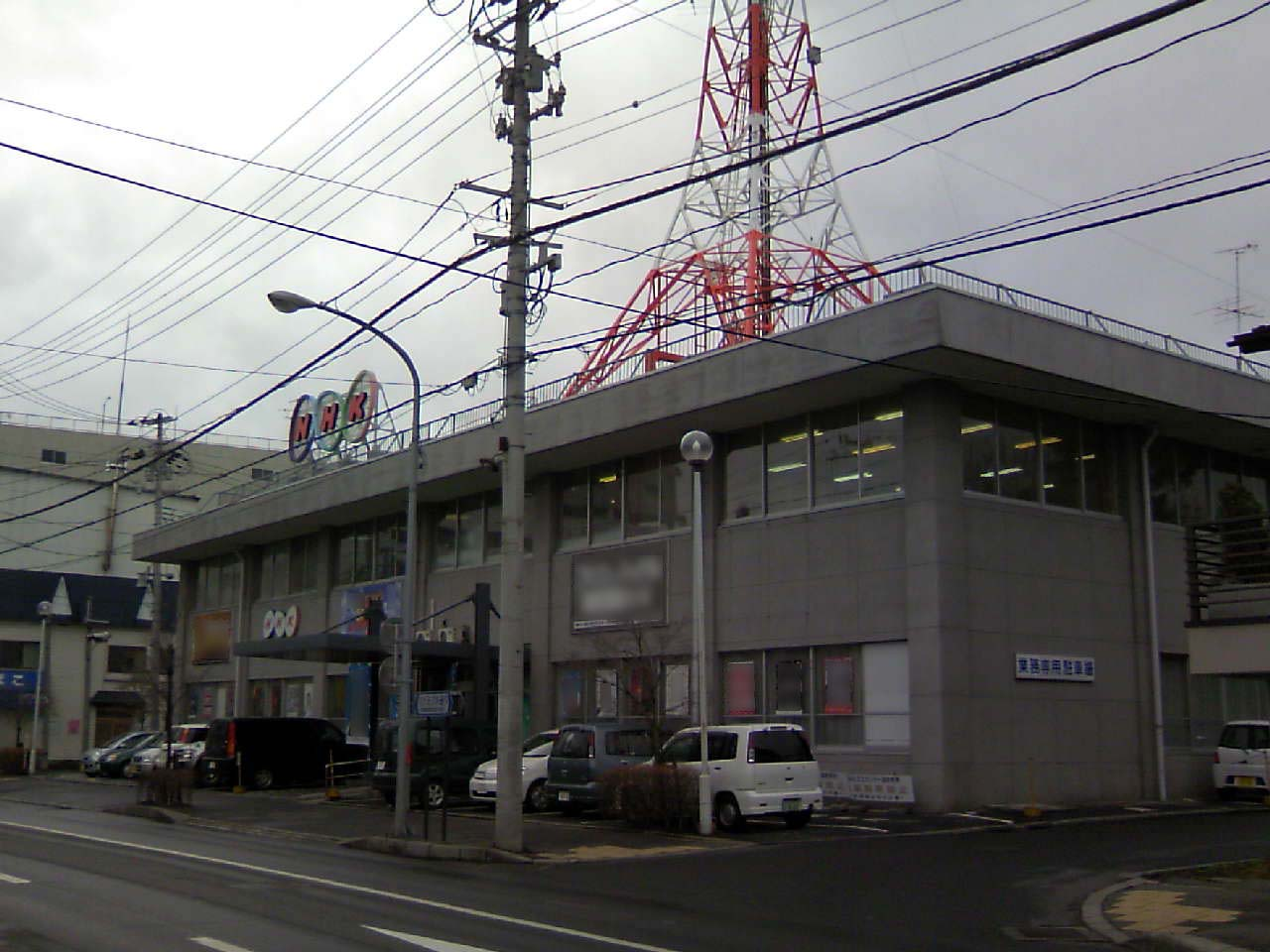
NHK八戸放送会館（2007年4月）

NHK八戸支局（エヌエイチケイはちのへしきょく）は、青森県八戸市にあるNHK青森放送局の支局のひとつ。

## 概要
八戸を中心とする下北・県南地方地区の取材拠点である。
まれにギャラリーでは作品の展示会などが行われたりすることもある。また一時期、長苗代地区に「NHKタワー」があった。
- 住所：〒031-0041 青森県八戸市廿三日町10 石万ビル502号室

## 沿革
- 1942年（昭和17年）6月9日 - 八戸臨時放送所、電波管制に伴う措置として放送開始（中波、呼出符号なし）。なお、当時は仙台中央放送局の中継局だった[1]。
- 1945年（昭和20年）
  - 1月1日 - 仙台中央放送局八戸出張所開設。
  - 10月26日 - 八戸臨時放送所を八戸中継放送所に改称。
  - - 仙台中央放送局八戸出張所廃止。
- 1946年（昭和21年）9月1日 - 呼出符号JOHK4に決定。
- 1948年（昭和23年）
  - 5月1日 - 職制改正により青森放送局八戸中継放送所となる。
  - 7月1日 - 職制改正により青森放送局八戸分局となる。呼出符号JOTQに変更。
- 1951年（昭和26年）7月1日 - 職制改正により八戸放送局（第四種放送局）に改称。
- 1952年（昭和27年）5月15日 - ラジオ第2放送開始（呼出符号JOTZ）。
- 1966年（昭和41年）4月1日 - 八戸放送会館運用開始[2]。
- 1988年（昭和63年）7月22日 - 職制改正により青森放送局八戸支局に改称。
- 1991年（平成3年）- 八戸ラジオ第1・第2放送の呼出符号（JOTQ、JOTZ）を廃止。
- 2007年（平成19年）8月1日 - 八戸地区で地上デジタル放送開始。
- 2011年（平成23年）7月24日 - アナログ放送終了
- 2020年（令和2年）春頃 - 効率的な組織改革に伴い、電話・受付窓口での問い合わせを終了。
- 2024年（令和6年）3月26日 - 八戸市廿三日町に移転。

## チャンネル・周波数

### テレビ
- 総合デジタルテレビ（20ch）リモコンキー『ID：青森3』100W
- 教育デジタルテレビ（14ch）リモコンキー『ID：青森2』100W
- 総合アナログテレビ（7ch）映像出力500W・ERP5.6kW 音声出力125W・ERP1.4kW（2011年7月24日のアナログ放送終了に伴い廃止）
- 教育アナログテレビ（9ch）映像出力500W・ERP5.2kW 音声出力125W・ERP1.3kW（2011年7月24日のアナログ放送終了に伴い廃止）

### ラジオ
- ラジオ第1 - 999kHz、出力：1kW（旧コールサイン：JOTQ）
- ラジオ第2 - 1377kHz、出力：1kW（旧コールサイン：JOTZ）
- FM放送　- 八戸　81.8MHz 空中線電力：500W